# Shaheen Air International
Shaheen Air International was een Pakistaanse luchtvaartmaatschappij met haar thuisbasis in Lahore.

## Geschiedenis
Shaheen Air International was een Pakistaanse luchtvaartmaatschappij, en werd in 1993 opgericht door de Pakistaanse luchtmacht. Tussen 1996 en 2001 werd niet gevlogen.
In 2001 volgde een reorganisatie door de Shaheen Foundation. In 2004 werd de maatschappij overgenomen door de Canadese Tawa International.
Shaheen Air was de tweede grootste luchtvaartmaatschappij van Pakistan naast de nationale luchtvaartmaatschappij, Pakistan International Airlines, maar vanwege de recente ondergang in het jaar 2018 verloor de luchtvaartmaatschappij haar bedrijf en worstelde om te overleven. De luchtvaartmaatschappij werd door PCAA en FBR als wanbetaler verklaard. In oktober 2018 werd de SAI-vluchtuitvoering volledig opgeschort door de lokale regelgevende instantie PCAA en de luchtvaartmaatschappij als financieel wanbetaler verklaard. Sinds november 2018 zijn alle SAI-kantoren gesloten.

## Diensten
Shaheen Air voerde de volgende diensten uit (Juli 2018).
| Land                         | Stad            | Vliegveld                              | Notities  |
| ---------------------------- | --------------- | -------------------------------------- | --------- |
| China                        | Guangzhou       | Guangzhou Baiyun International Airport | Beëindigd |
| Iran                         | Mashad          | Mashhad International Airport          | Beëindigd |
| Koeweit                      | Kuwait City     | Kuwait International Airport           | Beëindigd |
| Maleisië                     | Kuala Lumpur    | Kuala Lumpur International Airport     | Beëindigd |
| Oman                         | Muscat          | Muscat International Airport           | Beëindigd |
| Pakistan                     | Dera Ghazi Khan | Dera Ghazi Khan International Airport  | Beëindigd |
| Pakistan                     | Faisalabad      | Faisalabad International Airport       | Beëindigd |
| Pakistan                     | Islamabad       | Islamabad International Airport        | Beëindigd |
| Pakistan                     | Karachi         | Jinnah International Airport           | Beëindigd |
| Pakistan                     | Lahore          | Allama Iqbal International Airport     | Beëindigd |
| Pakistan                     | Multan          | Multan International Airport           | Beëindigd |
| Pakistan                     | Peshawar        | Bacha Khan International Airport       | Beëindigd |
| Pakistan                     | Quetta          | Quetta International Airport           | Beëindigd |
| Pakistan                     | Rahim Yar Khan  | Shaikh Zayed International Airport     | Beëindigd |
| Pakistan                     | Sialkot         | Sialkot International Airport          | Beëindigd |
| Pakistan                     | Sukkur          | Sukkur Airport                         | Beëindigd |
| Qatar                        | Doha            | Doha International Airport             | Beëindigd |
| Saoedi-Arabië                | Dammam          | King Fahad International Airport       | Beëindigd |
| Saoedi-Arabië                | Jeddah          | King Abdulaziz International Airport   | Beëindigd |
| Saoedi-Arabië                | Medina          | Prince Mohammad Bin Abdulaziz Airport  | Beëindigd |
| Saoedi-Arabië                | Riyadh          | King Khalid International Airport      | Beëindigd |
| Verenigde Arabische Emiraten | Abu Dhabi       | Abu Dhabi International Airport        | Beëindigd |
| Verenigde Arabische Emiraten | Al Ain          | Al Ain International Airport           | Beëindigd |
| Verenigde Arabische Emiraten | Dubai           | Dubai International Airport            | Beëindigd |
| Verenigde Arabische Emiraten | Sharjah         | Sharjah International Airport          | Beëindigd |
| Verenigd Koninkrijk          | Leeds/Bradford  | Leeds Bradford Airport                 | Beëindigd |
| Verenigd Koninkrijk          | Manchester      | Manchester Airport                     | Beëindigd |

## Voormalige Vloot
De vloot van Shaheen Air International bestond uit:
- Airbus A300B4-203
- Airbus A310-300
- Airbus A319-100
- Airbus A320-200
- Airbus A321-200
- Airbus A330-200
- Airbus A330-300
- Boeing 737-200
- Boeing 737-400
- Boeing 737-800
- Boeing 767-200ER
- Tupolev Tu-154M
- Yakovlev Yak-42D

## Ongevallen en Incidenten
- 22 april 2012 - Het landingsgestel van een Boeing 737-400, vlucht 122 van Islamabad naar Karachi stortte in tijdens zijn landing op Karachi. Er werden geen gewonden gemeld onder de 122 passagiers en 6 bemanningsleden aan boord.

- 24 september 2015 - een Boeing 737-400 geregistreerde AP-BJR en opererend als vlucht 791 vertrok vanaf een taxibaan in plaats van de landingsbaan, tijdens het uittaxien vanuit Sharjah. Het vliegtuig bleef onbeschadigd tijdens het incident. [19]
- 23 november 2015 - Het landingsgestel van een Boeing 737-400-registratie AP-BJO, werkend als vlucht 142, stortte tijdens de landing in. Er waren 112 passagiers en 7 bemanningsleden aan boord; 10 passagiers raakten gewond.